# Taoyuan
För andra betydelser, se Taoyuan (olika betydelser).

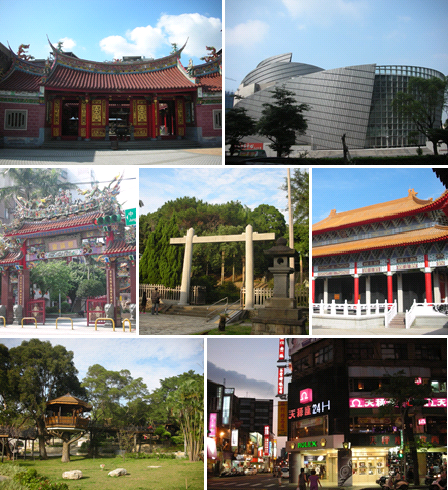

Taoyuan (kinesiska: 桃園, pinyin: Táoyuán) är en stad i norra Taiwan, och är administrativ huvudort för ett län (xian) med samma namn som staden. Folkmängden uppgick till 401 096 invånare i slutet av 2009, på en yta av 34,80 kvadratkilometer. Taoyuan bildar tillsammans med Zhongli samt tio andra omgivande städer och kommuner ett storstadsområde med 1 973 451 invånare 2009. Taiwan Taoyuan International Airport är belägen strax nordväst om staden.